# 哈佛 (伊利諾伊州)
哈佛（英語：Harvard）是一個位於美國伊利諾伊州麥克亨利縣的城市。

## 地理
哈佛的座標為42°25′36″N 88°37′22″W / 42.42667°N 88.62278°W，而該地的平均海拔高度為281米（即922英尺）。

## 人口
根據2010年美國人口普查的數據，哈佛的面積為21.11平方千米，當中陸地面積為21.11平方千米，而水域面積為0.00平方千米。當地共有人口40743人，而人口密度為每平方千米1,930.03人。